# NRC Handelsblad

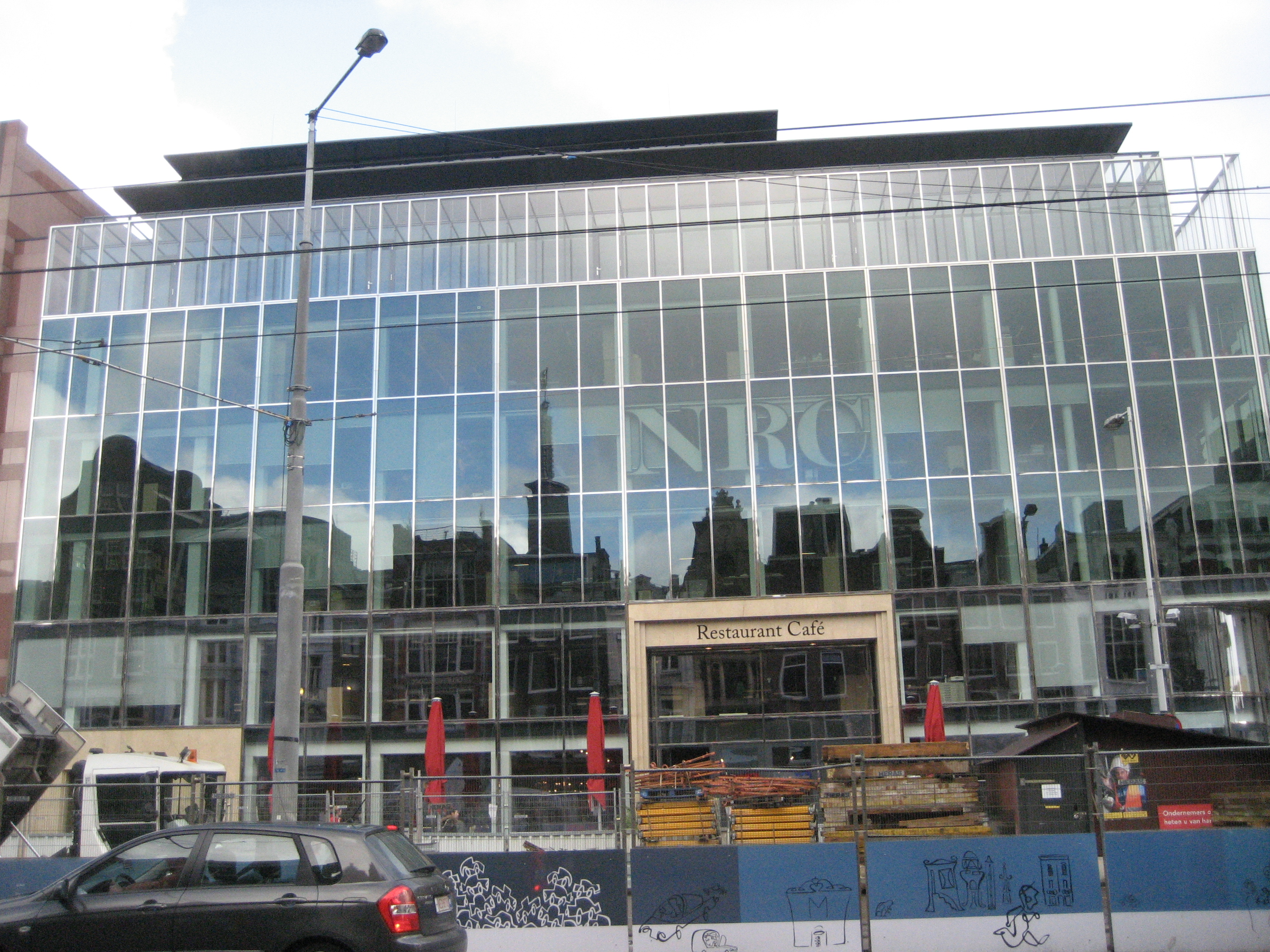
NRC (Амстердам)

«НРК Ханделсблад» (NRC Handelsblad - «НРК — торговая газета») — ежедневная общенациональная нидерландская газета. Образована 1 октября 1970 года слиянием газет Algemeen Handelsblad (основана в Амстердаме в 1828 году) и Nieuwe Rotterdamsche Courant (отсюда сокращение NRC, основана в Роттердаме в 1844 году).

## Профиль
Газета позиционируется как серьёзная (нидерл. Kwaliteitskrant), аналогично, например, Таймс. Четвёртая по тиражу среди платных газет Нидерландов, тираж около 250 тысяч экземпляров. Девиз газеты — «Lux et Libertas» («Свет и свобода»), первое слово девиза отсылает к Просвещению. Газета рассматривает себя как либеральная и нейтральная, защищающая свободу личности и выступающая против излишнего правительственного вмешательства. Основная газетная площадь отводится сообщениям о внешней и внутренней политике, экономике, искусству и литературе, а также представленным мнениям приглашенных экспертов. «НРК Ханделсблад» располагает 23 иностранными корреспондентами, что является самым большим показателем среди нидерландских газет. Газета имеет традиции журналистики расследования.
По пятницам к газете выходит приложение, уделяющее особое внимание вопросам искусства и культуры в Нидерландах и за пределами страны. Приложение выходит с 1971 года и было первым в своем роде в Нидерландах.
С 1998 года в качестве приложения выходит также журнал «M», в настоящее время ежемесячно.

## Редакция
Редакция газеты находится в Роттердаме. Главный редактор с 12 декабря 2006 года — Биргит Донкер. Редакционное бюро находится также в Амстердаме.

## nrc.next
С 14 марта 2006 года по рабочим дням выходит утреннее издание газеты в формате таблоида, nrc.next. Оно предназначается для читателей в возрасте от 20 до 35 лет, которые обычно получают информацию из телевидения, радио, интернета и бесплатных газет, как то Metro и Sp!ts.